# ماریا بلغارستان، ملکه لاتین
ماریا بلغارستان (انگلیسی: Maria of Bulgaria, Latin Empress)، دومین همسر هنری فلاندرز و ملکه لاتین قسطنطنیه بود که پس از بستن معاهده اتحاد میان امپراتور لاتین و ناپدری وی، به ازدواج امپراتور لاتین قسطنطنیه درآمد.